# Andreas Steinhuber
Andreas Steinhuber SJ (* 11. Novembro 1825, em Uttlau , comunidade hoje Haarbach , Baixa Baviera , Alemanha ; † 15. Outubro 1907 em Roma ) era um alemão cardeal da Igreja Romana.

## Vida
Ele recebeu sua educação nos anos 1845 a 1854 no seminário em Passau e no Collegium Germanicum em Roma.
Em Innsbruck Steinhuber ensinou a partir de 1859/60 Propädeutik e de 1866 a dogmática. Em 1867 ele foi Reitor do Colégio Germânico. Andreas Steinhuber, que pertencia à ordem dos jesuítas , atuava na Cúria Romana há mais tempo que o papa Leão XIII. nomeado cardeal em 16 de janeiro de 1893 em pectore e publicamente anunciou em 18 de maio de 1894 que ele era um cardeal diácono. Seu título de diaconia era Sant'Agata alla Suburra.
Desde 12 de dezembro de 1895 ele era cardeal prefeito da Congregação para as indulgências e relíquias. Em 1 de outubro de 1896, tornou-se prefeito da Congregação Index , 1902 membro do Sanctum Officium e 1904 membro da Comissão Preparatória para a Codificação do Direito Canônico. Ele também ocupou o cargo de cardeal protetor em 1907.
Andreas Steinhuber foi considerado como um antimodernista determinado e deveria ter contribuído significativamente para o fato de que o Papa Pio X publicou em 8 de setembro de 1907, a encíclica Pascendi Dominici gregis.
Ele morreu em 15 de outubro de 1907 em Roma e foi enterrado no cemitério Campo Verano.